# 福島県道110号田村安積線
福島県道110号線田村安積線（ふくしまけんどう110ごう たむらあさかせん）は、福島県郡山市にある一般県道である。水郡線に沿う。

## 路線概要
- 起点：郡山市田村町守山字小性町
- 終点：郡山市安積町笹川字狐塚
- 総延長：4.424 km[1]
  - 実延長：総延長に同じ
- 路線認定年月日：1959年8月31日[2]

### 重用区間
- 福島県道372号須賀川二本松自転車道線（郡山市田村町御代田字北町～同市安積町笹川字狐塚）

### 道路施設
- 御代田橋

## 通過する自治体
- 福島県
  - 郡山市

## 接続・交差する道路
- 福島県道54号須賀川三春線（郡山市田村町守山字小性町 起点）
- 福島県道372号須賀川二本松自転車道線 須賀川市方面（郡山市田村町御代田字北町）
- 福島県道372号須賀川二本松自転車道線 二本松市方面（郡山市安積町笹川字狐塚）
- 福島県道355号須賀川二本松線（郡山市安積町笹川字狐塚 終点）